# Nekrolog März 2010
Nekrolog
◄◄
| ◄
| 2006
| 2007
| 2008
| 2009
| 2010 | 2011 | 2012 | 2013 | 2014 | ► | ►►
Januar |
Februar |
März |
April |
Mai |
Juni |
Juli |
August |
September |
Oktober |
November |
Dezember 2010
Weitere Ereignisse | Allgemeiner Nekrolog 2010
Die Beschreibung der verstorbenen Person sollte so kurz wie möglich gehalten sein und nur deren signifikante Tätigkeit(en) enthalten.
Neue Namen ggf. auch unter dem Geburts- und Sterbedatum, also etwa unter 1. Januar und im Geburts- und Sterbejahr (2024) eintragen (nur bei entsprechender großer Wichtigkeit). Für Beispiele siehe die schon vorhandenen Artikel.
Außerdem über die fünf zuletzt Verstorbenen, zu denen es einen ausreichend guten Artikel für eine Präsentation auf der Hauptseite gibt, nach der todesbedingten Überarbeitung der Artikel ggf. auch unter Wikipedia Diskussion:Hauptseite informieren und sie am besten auch in den anderen Wikipedia-Sprachversionen eintragen. Tipp: Regelmäßig bei news.google.de nach „ist tot“, „gestorben“ oder „verstorben“ suchen.
Wenn eine Person gestorben ist, gibt es viele Seiten zu dieser Person in der Wikipedia, die davon auch betroffen sind und entsprechend aktualisiert werden müssen. Beispiele: Namenübersichtsseite, Geburtsjahr, Geburtsort-Seiten und viele mehr.
Wie finde ich die betroffenen Seiten?
Im Suchfeld auf der linken Seite gibt man den Suchbegriff so ein: „Vorname Nachname“. Dann klickt man auf Volltext und alle Seiten mit entsprechendem Suchtext werden aufgerufen. Hier sieht man dann schnell, wo auch das Todesjahr Sinn macht oder sogar ein Teil des Artikels angepasst werden muss. Auch hilft das „Werkzeug“ auf der linken Seite sehr gut, um solche Seiten aufzufinden: „Links auf diese Seite“. Somit ist die Wikipedia wieder aktuell in allen Bereichen! Hinweis: bei Eintragung der Kategorie „Gestorben JAHR“ wird der Missbrauchsfilter 49 ausgelöst, was jedoch nicht schlimm ist. Siehe: Spezial:Missbrauchsfilter/49
Dies ist eine Liste von im März 2010 verstorbenen bekannten Persönlichkeiten. Die Einträge erfolgen innerhalb der einzelnen Daten alphabetisch sortiert. Tiere sind im Nekrolog für Tiere zu finden.

## März
| Tag       | Name                                    | Beruf, bekannt als                                                                                       | Alter | Beleg  |
| --------- | --------------------------------------- | --- | ----- | ------ |
| 1. März   | Kristian Digby                          | britischer Fernsehmoderator und Regisseur                                                                | 32    |        |
| 1. März   | Tatjana Dmitrijewa                      | russische Politikerin                                                                                    | 58    |        |
| 1. März   | Clifton Forbes                          | jamaikanischer Leichtathlet                                                                              | 64    |        |
| 1. März   | Emil Forselius                          | schwedischer Schauspieler                                                                                | 35    |        |
| 1. März   | Barry Hannah                            | US-amerikanischer Schriftsteller                                                                         | 67    |        |
| 1. März   | Wladimir Sergejewitsch Iljuschin        | sowjetischer Pilot                                                                                       | 82    |        |
| 1. März   | Paul Kim Ok-kyun                        | südkoreanischer Weihbischof in Seoul                                                                     | 84    |        |
| 1. März   | Ruth Kligman                            | US-amerikanische Künstlerin, Schriftstellerin, Komponistin u. Fotografin                                 | 80    |        |
| 1. März   | Reinhold Straus                         | deutscher Fußballspieler und -trainer                                                                    | 71    |        |
| 2. März?  | Syed Ali                                | indischer Feldhockeyspieler                                                                              | 57    |        |
| 2. März   | Winston Spencer Churchill               | britischer Politiker                                                                                     | 69    |        |
| 2. März   | Robert Balson Dingle                    | britischer theoretischer Physiker                                                                        | 83    |        |
| 2. März   | Paul Drayton                            | US-amerikanischer Leichtathlet                                                                           | 70    |        |
| 2. März   | Rudolf Herrmann                         | deutscher Jurist und Hochschullehrer                                                                     | 96    |        |
| 2. März   | Jón Hnefill Aðalsteinsson               | isländischer Religionswissenschaftler                                                                    | 82    |        |
| 2. März   | Miloslav Loos                           | tschechischer Radrennfahrer                                                                              | 96    |        |
| 2. März   | Dieter Mohrlok                          | deutscher Schachspieler                                                                                  | 71    |        |
| 2. März   | Geoffrey Myburgh                        | südafrikanischer Segler                                                                                  | 81    |        |
| 2. März   | Leszek Piotrowski                       | polnischer Politiker                                                                                     | 71    |        |
| 2. März   | Karl Raddatz                            | deutscher Verwaltungsjurist, Oberstadtdirektor von Herne                                                 | 82    |        |
| 2. März   | Horst Urban                             | tschechischer Rennrodler                                                                                 | 73    |        |
| 2. März   | Robert Wolff                            | deutscher Unternehmer                                                                                    | 88    |        |
| 3. März   | Keith Alexander                         | britischer Fußballspieler und -trainer                                                                   | 53    |        |
| 3. März   | Ursula Böttcher                         | deutsche Dompteurin                                                                                      | 82    |        |
| 3. März   | Klaus Dubis                             | italienischer Jurist und Politiker                                                                       | 71    | [ 1 ]  |
| 3. März   | Josef Esser                             | deutscher Politikwissenschaftler                                                                         | 66    |        |
| 3. März   | Albert Falke                            | deutscher Unternehmer und Politiker                                                                      | 88    |        |
| 3. März   | Michael Foot                            | britischer Politiker                                                                                     | 96    |        |
| 3. März   | Momo Kapor                              | jugoslawischer bzw. serbischer Schriftsteller                                                            | 72?   |        |
| 3. März?  | Wiktor Archipowitsch Luferow            | russischer Musiker                                                                                       | 64    |        |
| 3. März   | Helmut Nöttger                          | deutscher Schachfunktionär                                                                               | 86    | [ 2 ]  |
| 3. März   | Heinrich-Wilhelm Ronsöhr                | deutscher Politiker                                                                                      | 65    |        |
| 3. März   | John Strohmeyer                         | US-amerikanischer Journalist                                                                             | 85    |        |
| 3. März   | Oleg Tjurin                             | sowjetischer Ruderer                                                                                     | 72    |        |
| 3. März   | Juli Alexandrowitsch Kwizinski          | sowjetischer Politiker und Diplomat                                                                      | 73    |        |
| 4. März   | Raimund Abraham                         | österreichisch-US-amerikanischer Architekt                                                               | 76    |        |
| 4. März   | Johnny Alf                              | brasilianischer Musiker und Komponist                                                                    | 80    |        |
| 4. März   | Wladislaw Ardsinba                      | abchasischer Politiker                                                                                   | 64    |        |
| 4. März   | Ron Banks                               | US-amerikanischer Musiker                                                                                | 58    |        |
| 4. März   | André Bouchard                          | kanadischer Biologe                                                                                      | 64    |        |
| 4. März   | Etta Cameron                            | dänische Jazz-Musikerin                                                                                  | 70    |        |
| 4. März   | Hilario Chávez Joya                     | mexikanischer Bischof                                                                                    | 82    |        |
| 4. März   | Amalie Christie                         | norwegische Pianistin, Klavierpädagogin und Anthroposophin                                               | 96    |        |
| 4. März   | Joaquim Fiúza                           | portugiesischer Segler                                                                                   | 102   |        |
| 4. März   | Peter Lacroix                           | deutscher Künstler                                                                                       | 86    |        |
| 4. März   | Angelo Poffo                            | US-amerikanischer Wrestler                                                                               | 84    |        |
| 4. März   | Kondō Tetsuo                            | japanischer Politiker                                                                                    | 80    | [ 3 ]  |
| 4. März   | Joanne Malkus Simpson                   | US-amerikanische Meteorologin                                                                            | 86    |        |
| 4. März   | Jacques Marseille                       | französischer Historiker und Wirtschaftswissenschaftler                                                  | 64    |        |
| 4. März   | Nan Martin                              | US-amerikanische Schauspielerin                                                                          | 82    |        |
| 4. März   | Wladimir Tschebotarjow                  | sowjetischer Regisseur und Drehbuchautor                                                                 | 88    |        |
| 4. März   | Lolly Vegas                             | US-amerikanischer Musiker                                                                                | 70    |        |
| 4. März   | Fred Wedlock                            | britischer Folkmusiker                                                                                   | 67    |        |
| 4. März   | Allan Wicks                             | britischer Organist                                                                                      | 86    |        |
| 4. März   | Inge Wolffberg                          | deutsche Schauspielerin und Kabarettistin                                                                | 85    |        |
| 5. März   | Juan Cassiers                           | belgischer Botschafter                                                                                   | 78    |        |
| 5. März   | Pascal Garnier                          | französischer Schriftsteller                                                                             | 60    |        |
| 5. März   | Obaidullah Achund                       | afghanischer TalibanSchriftsteller                                                                       | 41/42 |        |
| 5. März   | Marcel Giuglaris                        | französischer Journalist                                                                                 | 87    |        |
| 5. März   | Pierre Kaldor                           | französischer Rechtsanwalt und Résistance-Kämpfer                                                        | 97    |        |
| 5. März   | Philip Langridge                        | britischer Tenor                                                                                         | 70    |        |
| 5. März   | Ingrid Loschek                          | österreichische Theaterwissenschaftlerin und Kostümhistorikerin                                          | 60    |        |
| 5. März   | Dorothea Meissner                       | deutsche Schauspielerin und Synchronsprecherin                                                           | 60    |        |
| 5. März   | Andrée Peel                             | französische Widerstandskämpferin                                                                        | 105   |        |
| 5. März   | Charles B. Pierce                       | US-amerikanischer Regisseur, Drehbuchautor und Filmproduzent                                             | 71    | [ 4 ]  |
| 5. März   | Alberto Ronchey                         | italienischer Politiker und Publizist                                                                    | 83    |        |
| 5. März   | Gerd Schimansky                         | deutscher Pädagoge und Autor                                                                             | 97    |        |
| 5. März   | Christa Vennegerts                      | deutsche Politikerin                                                                                     | 58    |        |
| 5. März   | Gerd Volz                               | deutscher Ringer                                                                                         | 65    |        |
| 5. März   | Richard Wyler                           | britischer Schauspieler                                                                                  | 86    |        |
| 6. März   | Cho Gyeong-chul                         | südkoreanischer Astronom                                                                                 | 80    |        |
| 6. März   | Fiennes Cornwallis, 3. Baron Cornwallis | britischer Politiker                                                                                     | 88    |        |
| 6. März   | Dare                                    | Schweizer Graffitikünstler                                                                               | 41    |        |
| 6. März   | Roger Gicquel                           | französischer Fernsehjournalist                                                                          | 77    |        |
| 6. März   | Bruce J. Graham                         | US-amerikanischer Architekt                                                                              | 84    |        |
| 6. März   | Endurance Idahor                        | nigerianischer Fußballspieler                                                                            | 25    |        |
| 6. März   | Mark Linkous                            | US-amerikanischer Musiker                                                                                | 47    |        |
| 6. März   | Sergo Mikojan                           | sowjetischer Historiker                                                                                  | 80    |        |
| 6. März   | Carlo Montella                          | italienischer Schriftsteller                                                                             | ≈88   |        |
| 6. März   | Ronald Pettersson                       | schwedischer Eishockeyspieler                                                                            | 74    |        |
| 6. März   | Ole Schmidt                             | dänischer Dirigent                                                                                       | 81    |        |
| 6. März   | Nigel Trench, 7. Baron Ashtown          | britischer Diplomat                                                                                      | 93    |        |
| 7. März   | Tony Campise                            | US-amerikanischer Jazz-Altsaxophonist und Flötist                                                        | 67    |        |
| 7. März   | Kenneth Dover                           | britischer Altertumswissenschaftler und Altphilologe                                                     | 89    |        |
| 7. März   | Jean Gabin Fanovonal                    | madegassischer Sänger und Komponist                                                                      | 61    |        |
| 7. März   | Wolfgang Frankenstein                   | deutscher Künstler                                                                                       | 91    | [ 5 ]  |
| 7. März   | Kurt Georg Knotzinger                   | österreichischer katholischer Priester und Kirchenmusiker                                                | 82    |        |
| 7. März   | Newton Kulundu                          | kenianischer Politiker                                                                                   | 61    |        |
| 7. März   | Mihajlo Mihajlov                        | jugoslawischer Literaturwissenschaftler, Schriftsteller und Dissident                                    | 75    |        |
| 7. März   | Helmut Schuster                         | deutscher Maler                                                                                          | 71    |        |
| 7. März   | Patrick Topaloff                        | französischer Sänger und Schauspieler                                                                    | 65    |        |
| 7. März   | Leonhard Waitl                          | deutscher Eishockey-Nationalspieler                                                                      | 70    |        |
| 8. März   | Tonino Carino                           | italienischer Journalist                                                                                 | 65    |        |
| 8. März   | Albert P. Clark                         | US-amerikanischer Offizier, Generalleutnant der US Air Force                                             | 96    |        |
| 8. März   | Manfred Fischer                         | deutscher evangelischer Pfarrer                                                                          | 76    |        |
| 8. März   | Manuel Gavilán                          | paraguayischer Fußballspieler                                                                            | 89    |        |
| 8. März   | Wilhelm Hollmann                        | deutscher Politiker                                                                                      | 87    |        |
| 8. März   | Tony Imi                                | britischer Kameramann                                                                                    | 72    |        |
| 8. März   | Guy Lapébie                             | französischer Radrennfahrer                                                                              | 93    |        |
| 8. März   | Vit Klemes                              | tschechisch-kanadischer Hydrologe                                                                        | 77    |        |
| 8. März   | Immolata Kronpaß                        | deutsche Priorin und Rektorin                                                                            | 84    |        |
| 8. März   | Georgi Sazepin                          | sowjetischer bzw. russischer Astrophysiker                                                               | 92    |        |
| 8. März   | Alfred Thenius                          | österreichischer Bergbauingenieur, Oberbaurat, Techniker, Erfinder, Bergsteiger, Philosoph und Buchautor | 88    |        |
| 8. März   | Mahama Johnson Traoré                   | senegalesischer Regisseur und Filmproduzent                                                              | 68    |        |
| 8. März   | Walther Zech                            | deutscher Verleger                                                                                       | 91    |        |
| 9. März   | Jewgeni Ambarzumow                      | sowjetischer bzw. russischer Diplomat und Politiker                                                      | 80    |        |
| 9. März   | Antoine Choueiri                        | libanesischer Medienmogul                                                                                | 70    |        |
| 9. März   | Gheorghe Constantin                     | rumänischer Fußballspieler und -trainer                                                                  | 77    |        |
| 9. März   | Lionel Cox                              | australischer Radrennfahrer                                                                              | 80    |        |
| 9. März   | Willie Davis                            | US-amerikanischer Baseballspieler                                                                        | 69    |        |
| 9. März   | Werner Deinert                          | deutscher Musiker und Orchesterleiter                                                                    | 78    |        |
| 9. März   | Dulmatin                                | indonesischer Extremist                                                                                  | 39    |        |
| 9. März   | Jean Kerebel                            | französischer Leichtathlet                                                                               | 91    |        |
| 9. März   | Aurel Manolache                         | rumänischer Komponist und Theaterdirektor                                                                | 78    |        |
| 9. März   | Bernard Narokobi                        | papua-neuguineischer Politiker                                                                           | 72    |        |
| 9. März   | Josef Rommerskirchen                    | deutscher Politiker                                                                                      | 94    |        |
| 9. März   | David Vilaseca                          | spanischer Literatur- und Kulturwissenschaftler                                                          | 46    |        |
| 9. März   | Christian Wallner                       | österreichischer Schriftsteller und Kabarettist                                                          | 61    |        |
| 9. März   | Henry Wittenberg                        | US-amerikanischer Ringer                                                                                 | 91    |        |
| 10. März  | Sadriddin Buxoriy                       | usbekischer Schriftsteller, Dichter, Publizist, Historiker und Übersetzer                                | 63    |        |
| 10. März  | Günther Heidemann                       | deutscher Boxer                                                                                          | 77    |        |
| 10. März  | Corey Haim                              | kanadischer Schauspieler                                                                                 | 38    |        |
| 10. März  | Tim Holland                             | US-amerikanischer Backgammonspieler und Autor                                                            | 79    |        |
| 10. März  | Dorothy Janis                           | US-amerikanische Schauspielerin                                                                          | 100   |        |
| 10. März  | Harold Kaufman                          | US-amerikanischer Jurist, Psychiater und Jazzclub-Besitzer                                               | 77    |        |
| 10. März  | Micky Jones                             | walisischer Rockmusiker                                                                                  | 63    |        |
| 10. März  | Madeleine Marion                        | französische Schauspielerin                                                                              | 80    |        |
| 10. März  | Vincent Mensah                          | beninischer Bischof von Porto Novo                                                                       | 85    |        |
| 10. März  | Muhammad Sayyid Tantawi                 | ägyptischer Religionsgelehrter                                                                           | 81    |        |
| 10. März  | Alda do Espírito Santo                  | Dichterin portugiesischer Sprache                                                                        | 83    |        |
| 10. März  | Peter Van Wood                          | niederländischer Musiker und Astrologe                                                                   | 83    |        |
| 10. März  | Björn von der Esch                      | schwedischer Politiker                                                                                   | 80    |        |
| 11. März  | Willie MacFarlane                       | schottischer Fußballspieler und -trainer                                                                 | 79    |        |
| 11. März  | Marianne Fuchs                          | deutsche Autorin, Begründerin der Funktionellen Entspannung                                              | 101   |        |
| 11. März  | Alois Gerlich                           | deutscher Historiker                                                                                     | 84    |        |
| 11. März  | Stig Hadenius                           | schwedischer Journalist und Hochschullehrer                                                              | 78    |        |
| 11. März  | Matilde Elena López                     | salvadorianische Schriftstellerin und Literaturwissenschaftlerin                                         | 91    |        |
| 11. März  | Hans van Mierlo                         | niederländischer Politiker                                                                               | 78    |        |
| 11. März  | Merlin Olsen                            | US-amerikanischer American-Football-Spieler und Schauspieler                                             | 69    |        |
| 11. März  | Leena Peltonen-Palotie                  | finnische Molekulargenetikerin                                                                           | 57    |        |
| 11. März  | Harry Pross                             | deutscher Publizist                                                                                      | 86    |        |
| 11. März  | Heribert Schareck                       | deutscher Jurist in der Finanzverwaltung                                                                 | 87    |        |
| 11. März  | Jelena Schwarz                          | russische Lyrikerin                                                                                      | 61    |        |
| 11. März  | Turhan Selçuk                           | türkischer Karikaturist                                                                                  | 88    |        |
| 11. März  | Fritz Tiefenthaler                      | österreichischer Bildhauer und Medailleur                                                                | 80    |        |
| 11. März  | Edgar Valcárcel                         | peruanischer Komponist                                                                                   | 77    |        |
| 12. März  | Klaus J. Müller                         | deutscher Paläontologe                                                                                   | 87    |        |
| 12. März  | Bob Attersley                           | kanadischer Eishockeyspieler und Politiker                                                               | 76    |        |
| 12. März  | Benbow Bullock                          | US-amerikanischer Bildhauer                                                                              | 81    |        |
| 12. März  | George Byrd                             | US-amerikanischer Dirigent                                                                               | 83    |        |
| 12. März  | Mansur Chassanow                        | sowjetischer bzw. russischer Literaturwissenschaftler                                                    | 79    |        |
| 12. März  | Miguel Delibes                          | spanischer Schriftsteller                                                                                | 89    |        |
| 12. März  | Lesley Duncan                           | britische Musikerin                                                                                      | 66    | [ 6 ]  |
| 12. März  | Frans Griesenbrock                      | deutsch-niederländischer Bildender Künstler                                                              | 93    |        |
| 12. März  | Ernst Herhaus                           | deutscher Schriftsteller                                                                                 | 78    |        |
| 12. März  | Gisela Hoeter                           | deutsche Schauspielerin                                                                                  | 87    |        |
| 12. März  | Dušanka Kalanj                          | jugoslawische Fernsehnachrichtensprecherin                                                               | 75    |        |
| 12. März  | Hanna-Renate Laurien                    | deutsche Politikerin                                                                                     | 81    |        |
| 12. März  | Fatima Meer                             | südafrikanische Soziologin und Autorin                                                                   | 81    |        |
| 12. März  | Charles Muscatine                       | US-amerikanischer Literaturwissenschaftler                                                               | 89    |        |
| 12. März? | Pak Nam-ki                              | nordkoreanischer Politiker                                                                               | 76    |        |
| 12. März  | Dao Paratee                             | thailändische Schauspielerin                                                                             | 28    |        |
| 12. März  | Garry Sharpe-Young                      | britischer Musikjournalist                                                                               | 45    |        |
| 12. März? | Zádor Tordai                            | ungarischer Philosoph                                                                                    | 85    |        |
| 13. März  | Jerry Adler                             | US-amerikanischer Musiker (Mundharmonika)                                                                | 91    |        |
| 13. März  | Charlie Ashcroft                        | englischer Fußballspieler                                                                                | 83    |        |
| 13. März  | Erich Rafael                            | deutscher Fußballspieler                                                                                 | 82    |        |
| 13. März  | Josef Angenfort                         | deutscher Politiker                                                                                      | 86    |        |
| 13. März  | Ian Axford                              | neuseeländischer Astrophysiker                                                                           | 77    |        |
| 13. März  | Jean Ferrat                             | französischer Chansonnier                                                                                | 79    |        |
| 13. März  | He Pingping                             | mit 75 Zentimetern bis zu seinem Tod kleinster Mann der Welt                                             | 21    |        |
| 13. März  | Ljubomir Kapor                          | jugoslawischer bzw. kroatischer Schauspieler                                                             | 77    |        |
| 13. März  | Édouard Kargulewicz oder Kargu          | französischer Fußballspieler                                                                             | 84    |        |
| 13. März  | Richard Perger                          | Autor und Forscher zur Stadtgeschichte von Wien                                                          | 81    |        |
| 14. März  | Peter Graves                            | US-amerikanischer Schauspieler                                                                           | 83    |        |
| 14. März  | Bob Kap                                 | kroatisch-US-amerikanischer Fußballspieler                                                               | 86    |        |
| 14. März  | Heribert Kalchreuter                    | deutscher Jagdwissenschaftler und Wildbiologe                                                            | 71    |        |
| 14. März  | Vinda Karandikar                        | indischer Dichter                                                                                        | 91    |        |
| 14. März? | Urpo Leppänen                           | finnischer Politiker                                                                                     | 66    |        |
| 14. März  | Hernán Llerena                          | peruanischerRadrennfahrer                                                                                | 81    |        |
| 14. März  | Muljadi                                 | indonesischer Badmintonspieler                                                                           | 67    |        |
| 14. März? | Felipe Sapag                            | argentinischer Politiker                                                                                 | 93    |        |
| 14. März  | Janet Simpson                           | britische Leichtathletin                                                                                 | 65    |        |
| 14. März  | Konrad Ruhland                          | deutscher Musikhistoriker, Musikpädagoge, Dirigent und Musikherausgeber                                  | 78    |        |
| 15. März  | Emilia Boncodin                         | philippinische Politikerin                                                                               | 55    |        |
| 15. März  | Johana Bory                             | französische Schauspielerin und Puppenspielerin                                                          | 33    |        |
| 15. März  | Paolo Carosi                            | italienischer Fußballspieler und -trainer                                                                | 71    |        |
| 15. März  | Luigi Cascioli                          | italienischer Schriftsteller                                                                             | 76    |        |
| 15. März  | Jacqueline Chevé                        | französische Politikerin                                                                                 | 48    |        |
| 15. März  | Georges Kleinmann                       | Schweizer Fernsehjournalist                                                                              | 79    |        |
| 15. März  | Ashok Kumar                             | britischer Politiker                                                                                     | 53    |        |
| 15. März  | Robert W. Mann                          | US-amerikanischer Komponist und Musikpädagoge                                                            | 84    |        |
| 15. März  | Steve Neil                              | US-amerikanischer Jazz-Bassist                                                                           | 56    |        |
| 15. März  | Patricia Wrightson                      | australische Kinder- und Jugendbuchautorin                                                               | 88    |        |
| 16. März  | Herb Cohen                              | US-amerikanischer Künstlermanager                                                                        | 77    |        |
| 16. März  | Kuno Gonschior                          | deutscher Maler                                                                                          | 74    |        |
| 16. März  | Samuel Kotz                             | US-amerikanischer Statistiker                                                                            | 79    |        |
| 16. März  | Ze’ev Levy                              | israelischer Philosoph und Hochschullehrer                                                               | 88    |        |
| 16. März  | Ksenija Pajčin                          | serbische Musikerin und Tänzerin                                                                         | 32    |        |
| 16. März  | Jelena Tairowa                          | russische Schachspielerin                                                                                | 18    |        |
| 17. März  | Alex Chilton                            | US-amerikanischer Musiker                                                                                | 59    |        |
| 17. März  | Wayne Collett                           | US-amerikanischer Leichtathlet                                                                           | 60    |        |
| 17. März  | Roland Dörfler                          | deutscher Künstler                                                                                       | 84    |        |
| 17. März  | Sid Fleischman                          | US-amerikanischer Schriftsteller                                                                         | 90    |        |
| 17. März  | Ștefan Gheorghiu                        | rumänischer Geiger und Musikpädagoge                                                                     | 83    |        |
| 17. März  | Charlie Gillett                         | britischer Radiomoderator und Autor                                                                      | 68    |        |
| 17. März  | Peter Gowland                           | US-amerikanischer Fotograf                                                                               | 93    |        |
| 17. März  | Wolf-Dieter Hauschild                   | deutscher Theologe                                                                                       | 68    |        |
| 17. März  | Ferenc László                           | rumänischer Musikwissenschaftler                                                                         | 72    |        |
| 17. März  | Paul Polansky                           | tschechisch-österreichischer Radiomoderator                                                              | 84    |        |
| 17. März  | Judit Szabó                             | ungarische Schriftstellerin                                                                              | 84    |        |
| 17. März  | Erich Weigelin                          | deutscher Ophthalmologe und Hochschullehrer                                                              | 93    |        |
| 18. März  | Joseph Ettedgui                         | britischer Modedesigner, Einzelhändler                                                                   | 74    |        |
| 18. März  | Fess Parker                             | US-amerikanischer Schauspieler                                                                           | 85    |        |
| 18. März  | Zygmunt Józef Pawłowicz                 | polnischer Weihbischof von Danzig                                                                        | 82    |        |
| 18. März  | Joop Roeland                            | niederländischer Seelsorger und Schriftsteller                                                           | 78    |        |
| 18. März  | Billy Wolfe                             | britischer Politiker                                                                                     | 86    |        |
| 19. März  | Carlo Chenis                            | italienischer Bischof von Civitavecchia-Tarquinia                                                        | 55    |        |
| 19. März  | Iwan Drabenko                           | sowjetischer Physiker                                                                                    | 80    |        |
| 19. März  | Johannes Jisse Duistermaat              | niederländischer Mathematiker                                                                            | 67    |        |
| 19. März  | Gerhard Engel                           | deutscher Bürgermeister und Senator (Bayern)                                                             | 71    |        |
| 19. März  | Thomas Gelzer                           | Schweizer Altphilologe                                                                                   | 83    |        |
| 19. März  | Paul Martineau                          | kanadischer Rechtsanwalt und Politiker                                                                   | 88    |        |
| 19. März  | Raúl de la Torre                        | argentinischer Regisseur, Drehbuchautor und Filmproduzent                                                | 72    |        |
| 20. März  | Susanna Babkenowna Amatuni              | armenisch-sowjetische Musikwissenschaftlerin                                                             | 86    |        |
| 20. März  | István Bilek                            | ungarischer Schachspieler                                                                                | 77    |        |
| 20. März  | Lothar Cossel                           | deutscher Mediziner                                                                                      | 85    |        |
| 20. März  | Chicka Dixon                            | politischer Aktivist der Aborigines                                                                      | 81    |        |
| 20. März  | Girija Prasad Koirala                   | nepalesischer Politiker                                                                                  | 85    |        |
| 20. März  | Rihards Kotāns                          | sowjetischer Bobsportler                                                                                 | 54    |        |
| 20. März  | Naim Krieziu                            | albanischer Fußballspieler                                                                               | 92    |        |
| 20. März  | Erwin Lehn                              | deutscher Musiker                                                                                        | 90    |        |
| 20. März  | Robin Milner                            | britischer Informatiker                                                                                  | 76    |        |
| 20. März  | Robert Pappert                          | deutscher Komponist, Organist und Dirigent                                                               | 80    |        |
| 20. März  | Fernando Iório Rodrigues                | brasilianischer Bischof von Palmeira dos Índios                                                          | 80    |        |
| 20. März  | Stewart Lee Udall                       | US-amerikanischer Politiker                                                                              | 90    |        |
| 21. März  | James Whyte Black                       | britischer Pharmakologe und Nobelpreisträger                                                             | 85    |        |
| 21. März  | Fritz Grunewald                         | deutscher Mathematiker                                                                                   | 60    |        |
| 21. März  | Franco Gualdrini                        | italienischer Bischof von Terni-Narni-Amelia                                                             | 86    |        |
| 21. März  | Hans-Peter Hort                         | Schweizer Grafiker, Illustrator und Bühnenbildner                                                        | 85    |        |
| 21. März  | Klaus Kumrow                            | deutscher Künstler                                                                                       | 50    |        |
| 21. März  | Margaret Moth                           | neuseeländische Fotojournalistin                                                                         | 59    |        |
| 21. März  | Herbert Schwedt                         | deutscher Volkskundler                                                                                   | 75    |        |
| 21. März  | Wolfgang Wagner                         | deutscher Theaterleiter und Opern-Regisseur                                                              | 90    |        |
| 21. März  | Konrad Weidemann                        | deutscher Mittelalterarchäologe                                                                          | 71    |        |
| 22. März  | Fritz Apel                              | deutscher Fußballspieler                                                                                 | 85    |        |
| 22. März  | Özhan Canaydın                          | türkischer Basketballspieler und Sportfunktionär                                                         | 67    |        |
| 22. März  | Diz Disley                              | kanadischer Jazzgitarrist und Cartoonist                                                                 | 78    |        |
| 22. März  | Ky Fan                                  | chinesischer Mathematiker                                                                                | 95    | [ 7 ]  |
| 22. März  | Wjatscheslaw Iwanowitsch Lebedew        | russischer Mathematiker                                                                                  | 80    |        |
| 22. März  | Leroy Theodore Matthiesen               | US-amerikanischer Bischof von Amarillo und Pazifist                                                      | 88    |        |
| 22. März  | Woldemar Schneider                      | deutscher pharmazeutischer Chemiker und Hochschullehrer                                                  | 90    |        |
| 22. März  | Franz Schönbeck                         | Kommunalpolitiker in der DDR                                                                             | 78    |        |
| 22. März  | Emil Schulz                             | deutscher Boxer                                                                                          | 71    |        |
| 22. März  | Geny Steiger                            | Schweizer Bergsteiger und Bergführer                                                                     | 82    |        |
| 22. März  | Walentina Tolkunowa                     | russische Sängerin                                                                                       | 63    |        |
| 23. März  | Mohammed Benlarbi al-Alami              | marokkanischer Diplomat                                                                                  | 95    |        |
| 23. März  | Sulaiman Daud                           | malaysischer Politiker                                                                                   | 77    |        |
| 23. März  | Pekka Loukiala                          | finnischer Sänger                                                                                        | 65    |        |
| 23. März  | Lauretta Masiero                        | italienische Schauspielerin                                                                              | 82    |        |
| 23. März  | William Mayne                           | englischer Kinderbuchautor                                                                               | 82    |        |
| 23. März  | Manuel Tello Macías                     | mexikanischer Diplomat und Politiker                                                                     | 75    |        |
| 23. März  | Blanche Thebom                          | US-amerikanische Sängerin                                                                                | 94    |        |
| 23. März  | Fritz Wagnerberger                      | deutscher Skirennläufer und Sportfunktionär                                                              | 72    |        |
| 24. März  | Andreas Ciesielski                      | deutscher Verleger                                                                                       | 64    |        |
| 24. März  | Robert Culp                             | US-amerikanischer Schauspieler                                                                           | 79    |        |
| 24. März  | Eberhard Erxleben                       | deutscher Epigraphiker                                                                                   | 84    |        |
| 24. März  | Oswaldo Frota-Pessoa                    | brasilianischer Biologe                                                                                  | 92    |        |
| 24. März  | Karl Hager                              | österreichischer Politiker                                                                               | 72    |        |
| 24. März  | Jim Marshall                            | US-amerikanischer Fotograf                                                                               | 74    |        |
| 24. März  | Erdal Merdan                            | deutsch-türkischer Autor, Schauspieler und Regisseur                                                     | 60    |        |
| 24. März  | Daphne Park                             | britische Politikerin                                                                                    | 88    |        |
| 24. März  | José Antonio Peteiro Freire             | spanischer Erzbischof von Tanger                                                                         | 73    |        |
| 24. März  | Marianne L. Simmel                      | deutsch-US-amerikanische Psychologin                                                                     | 87    |        |
| 24. März  | Susan Leigh Star                        | US-amerikanische Informationswissenschaftlerin und Soziologin                                            | 55    |        |
| 25. März  | Pål Bang-Hansen                         | norwegischer Filmkritiker, -produzent und Schauspieler                                                   | 72    |        |
| 25. März  | Sidney Charles Bartholemew Gascoigne    | australischer Astronom                                                                                   | 94    |        |
| 25. März  | Jean-Claude Jaggi                       | Schweizer Politiker                                                                                      | 84    |        |
| 25. März  | Marty Lederhandler                      | US-amerikanischer Fotoreporter                                                                           | 92    |        |
| 25. März  | Sture Linnér                            | schwedischer Altphilologe und Diplomat                                                                   | 92    |        |
| 25. März  | Miloslav Moulis                         | tschechoslowakischer Widerstandskämpfer und Journalist                                                   | 88    |        |
| 25. März  | Elisabeth Noelle-Neumann                | deutsche Kommunikationswissenschaftlerin                                                                 | 93    |        |
| 25. März  | Osvaldo Requena                         | argentinischer Tangopianist, Bandleader, Arrangeur und Komponist                                         | 78    |        |
| 25. März  | Nikola Rudarow                          | bulgarischer Regisseur                                                                                   | 81    |        |
| 25. März  | Hans Schmidinger                        | österreichischer Politiker                                                                               | 83    |        |
| 25. März  | France Tomšič                           | slowenischer Politiker und Gewerkschafter                                                                | 72    |        |
| 25. März? | Trần Đình Hoan                          | vietnamesischer Politiker                                                                                | 70    |        |
| 25. März  | Zhang Tingfa                            | chinesischer General                                                                                     | 91    |        |
| 25. März  | Josef Stuke                             | deutscher Physiker                                                                                       | 91    |        |
| 26. März  | Alf Andersen                            | dänischer Opernsänger (Bassbariton) und Schauspieler                                                     | 81    |        |
| 26. März  | Jan Jakob Kamieński                     | polnisch-kanadischer Karikaturist, Maler, Grafiker und Autor                                             | 86    |        |
| 26. März  | Shmuel Katz                             | ungarisch-israelischer Künstler                                                                          | 83    |        |
| 26. März  | Ahmed bin Sajed al Nahajan              | arabischer Manager                                                                                       | 41    |        |
| 26. März  | Emil Niederhauser                       | ungarischer Historiker                                                                                   | 86    |        |
| 26. März  | Albert K. Schmauss                      | deutscher Chirurg und Hochschullehrer                                                                    | 94    |        |
| 26. März  | Eddie Theobald                          | maltesischer Fußballspieler                                                                              | 69    |        |
| 27. März  | Zbigniew Gut                            | polnischer Fußballspieler                                                                                | 60    |        |
| 27. März  | Dick Giordano                           | US-amerikanischer Comiczeichner                                                                          | 77    |        |
| 27. März  | Peter Herbolzheimer                     | deutscher Jazzmusiker                                                                                    | 74    |        |
| 27. März  | Heinz Höhne                             | deutscher Journalist, Sachbuchautor und Historiker                                                       | 83/84 |        |
| 27. März  | Petre Mihăescu                          | rumänischer Fußballspieler und -funktionär                                                               | 89    |        |
| 27. März  | J.J. Peereboom                          | niederländischer Autor und Kritiker                                                                      | 85    |        |
| 27. März  | Gaston Schaber                          | luxemburgischer Psychologe                                                                               | 84    |        |
| 27. März  | Walter Schneider                        | deutscher Motorradrennfahrer                                                                             | 83    |        |
| 27. März  | Wassili Smyslow                         | russischer Schach-Großmeister und 7. Weltmeister                                                         | 89    |        |
| 27. März  | Aleksandar Srnec                        | jugoslawischer bzw. kroatischer Künstler                                                                 | 85    |        |
| 27. März  | Bernhard Thebes                         | deutscher Ordensgeistlicher und Abt                                                                      | 81    |        |
| 27. März  | Stanley Vann                            | britischer Komponist, Organist und Chorleiter                                                            | 100   |        |
| 28. März  | Dirk Bartz                              | deutscher Medizininformatiker                                                                            | 42    |        |
| 28. März  | David Carnegie, 14. Earl of Northesk    | britischer Politiker                                                                                     | 55    |        |
| 28. März  | Gaven Donne                             | neuseeländischer Richter und Vertreter der britischen Krone                                              | 95    |        |
| 28. März  | Herb Ellis                              | US-amerikanischer Jazz-Gitarrist                                                                         | 88    |        |
| 28. März  | Derlis Florentín                        | paraguayischer Fußballspieler                                                                            | 26    |        |
| 28. März  | June Havoc                              | US-amerikanische Schauspielerin                                                                          | 97    |        |
| 28. März  | Rudolf Mandl                            | österreichischer Politiker                                                                               | 83    |        |
| 28. März  | Fred K. Prieberg                        | deutscher Musikwissenschaftler                                                                           | 81    |        |
| 28. März  | George Raymond Satchler                 | britischer Kernphysiker                                                                                  | 83    |        |
| 28. März  | Norbert Scharf                          | deutscher Politiker                                                                                      | 58    |        |
| 28. März  | Klaus Wirtgen                           | deutscher Journalist                                                                                     | 71    |        |
| 29. März  | Curt Christian                          | österreichischer Mathematiker, Logiker und Arzt                                                          | 89    | [ 8 ]  |
| 29. März  | Jean Cosmat                             | französischer Ruderer                                                                                    | 99    | [ 9 ]  |
| 29. März  | Jacques Dacqmine                        | französischer Schauspieler und Drehbuchautor                                                             | 85    |        |
| 29. März  | Sevastian Iovănescu                     | rumänischer Fußballspieler, -trainer und -funktionär                                                     | 56    |        |
| 29. März  | Alan Isler                              | britischer Schriftsteller                                                                                | 75/76 |        |
| 29. März  | János Kass                              | ungarischer Künstler                                                                                     | 82    |        |
| 29. März  | Wulf Kessler                            | deutscher Schauspieler                                                                                   | 55    |        |
| 29. März  | Hilde Purwin                            | deutsche Journalistin                                                                                    | 90    |        |
| 29. März  | Albertine Weber                         | deutsche Unternehmerin                                                                                   | 86    |        |
| 29. März  | Liesel Winkelsträter                    | deutsche Politikerin                                                                                     | 89    | [ 10 ] |
| 30. März  | Nicola Arigliano                        | italienischer Sänger                                                                                     | 86    |        |
| 30. März  | John Bunch                              | US-amerikanischer Jazz-Pianist                                                                           | 88    |        |
| 30. März  | Peter Flinsch                           | deutsch-kanadischer Künstler                                                                             | 89    |        |
| 30. März  | Josef Homeyer                           | deutscher Bischof von Hildesheim                                                                         | 80    |        |
| 30. März  | Martin Sandberger                       | deutscher Kriegsverbrecher                                                                               | 98    |        |
| 30. März  | Krzysztof Teodor Toeplitz               | polnischer Journalist und Drehbuchautor                                                                  | 77    |        |
| 30. März  | Hub Vinken                              | niederländischerRadrennfahrer                                                                            | 75    |        |
| 30. März  | Jane Webb                               | US-amerikanische Schauspielerin und Synchronsprecherin                                                   | 84    |        |
| 31. März  | Horst Blanck                            | deutscher Archäologe                                                                                     | 73    | [DAI]  |
| 31. März  | Joachim Dudeck                          | deutscher Medizininformatiker                                                                            | 77    |        |
| 31. März  | Hilde Heim                              | deutsche Filmemacherin und freie Fernsehjournalistin, Autorin, Regisseurin und Moderatorin               | 59    |        |
| 31. März  | Horinouchi Hisao                        | japanischer Politiker                                                                                    | 85    |        |
| 31. März  | Ludwig Martin                           | deutscher Jurist                                                                                         | 100   |        |
| 31. März  | Shirley Mills                           | US-amerikanische Schauspielerin                                                                          | 83    |        |
| 31. März  | Juri Schabanow                          | russischer Schachgroßmeister, Seniorenweltmeister                                                        | 72    |        |
| 31. März  | Hermann Schmidt-Schmied                 | deutscher Maler                                                                                          | 86    |        |
| 31. März  | Jerald terHorst                         | US-amerikanischer Journalist, Sprecher des Weißen Hauses                                                 | 87    |        |